# Blau-Eiche
Die Blau-Eiche (Quercus douglasii) ist eine Pflanzenart aus der Gattung der Eichen (Quercus). Sie ist in Kalifornien heimisch. Die Trivialnamen Blau-Eiche und „Blue oak“ beziehen sich auf die blau-grüne Farbe der Laubblätter.

## Beschreibung

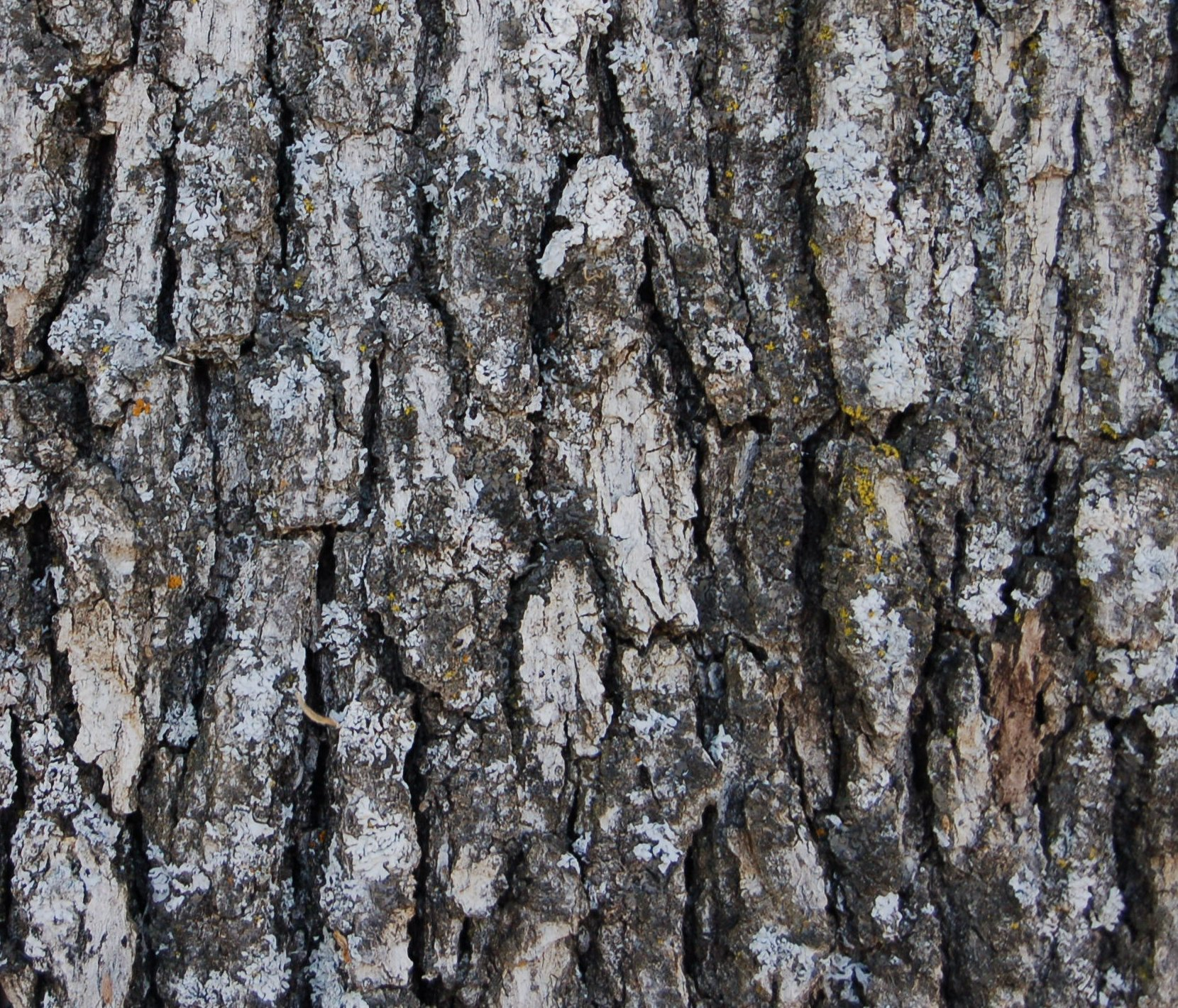
Borke

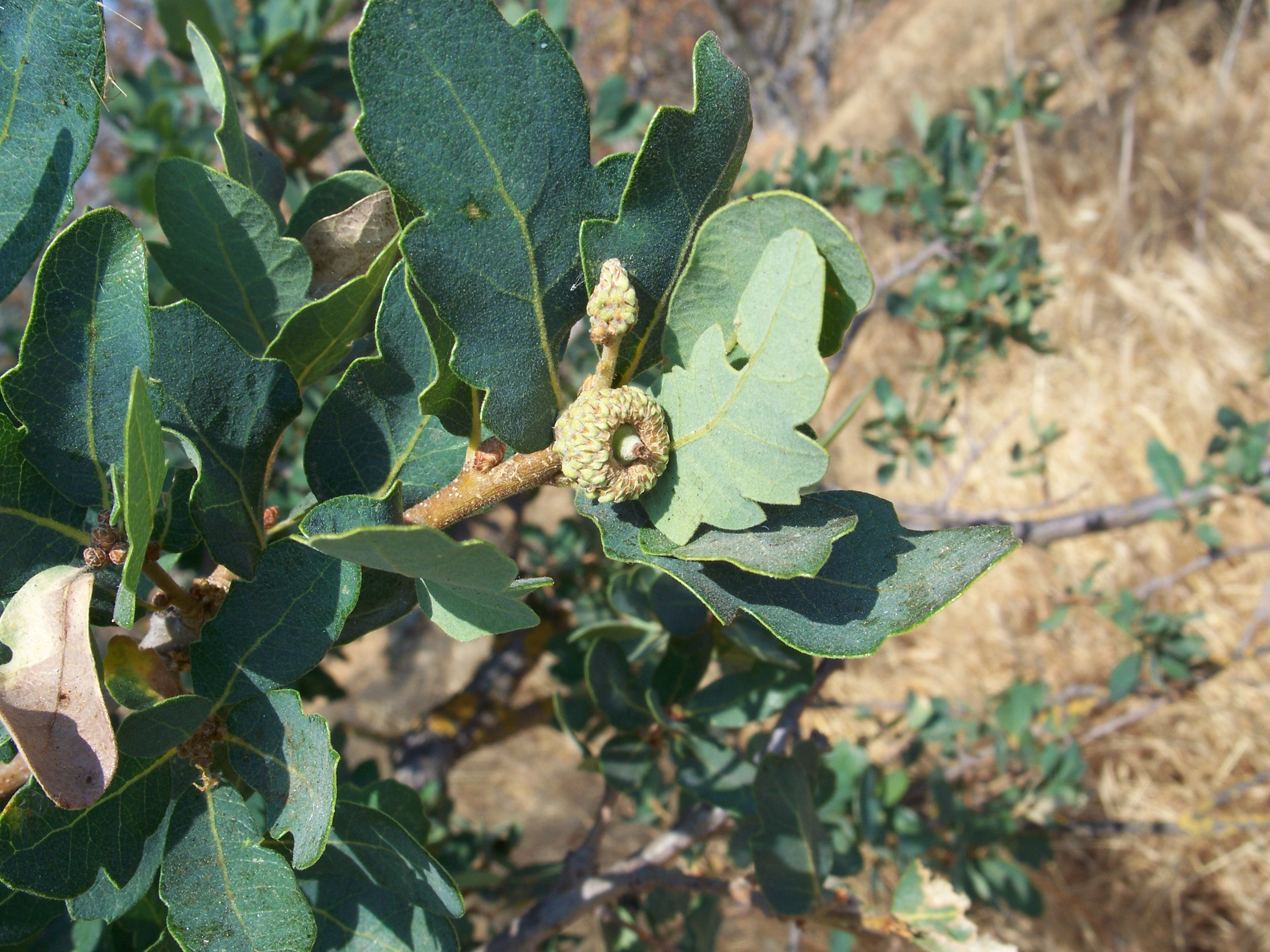
Ober- und Unterseite der Laubblätter

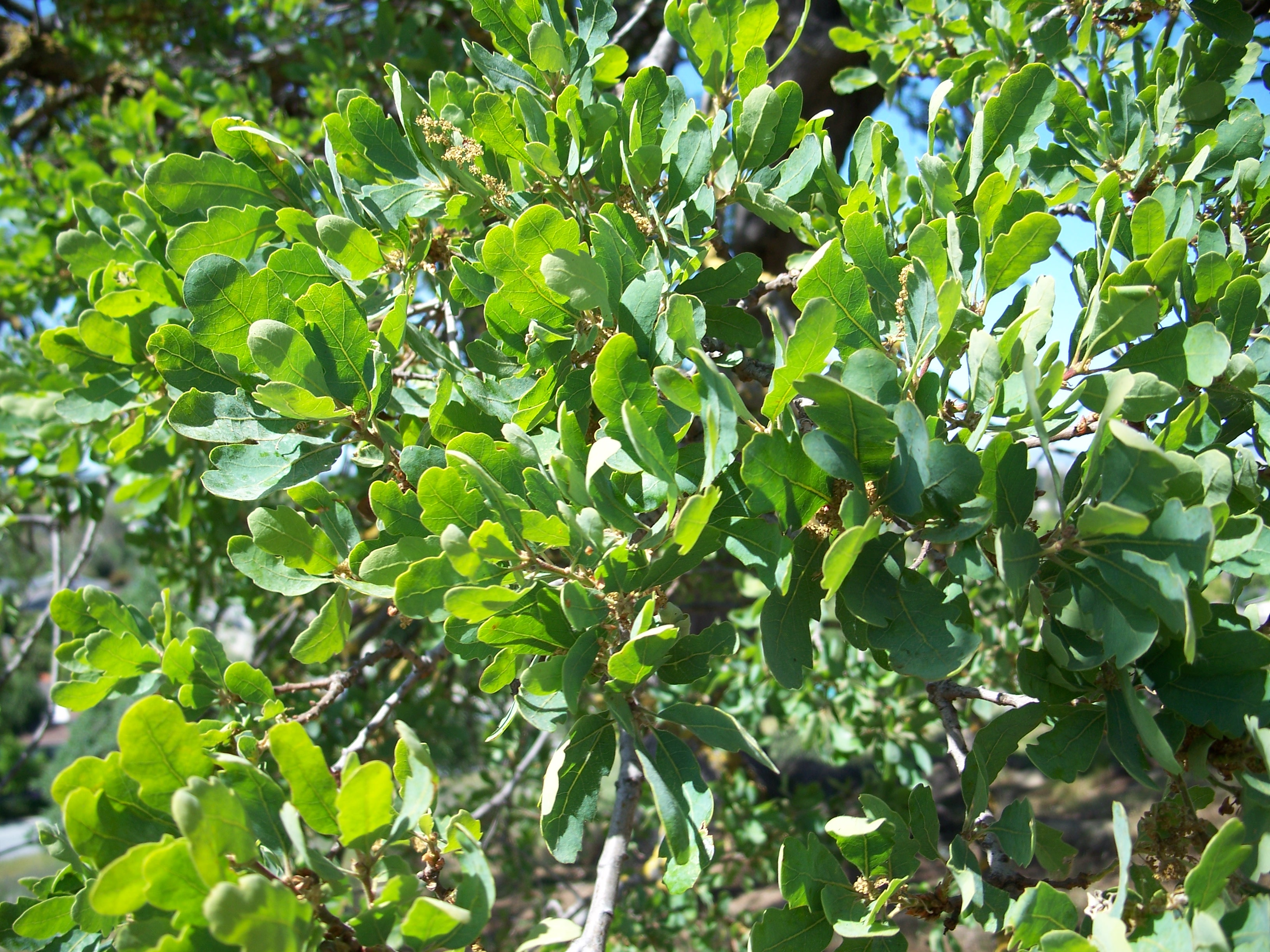
Junge Laubblätter und Blütenstände

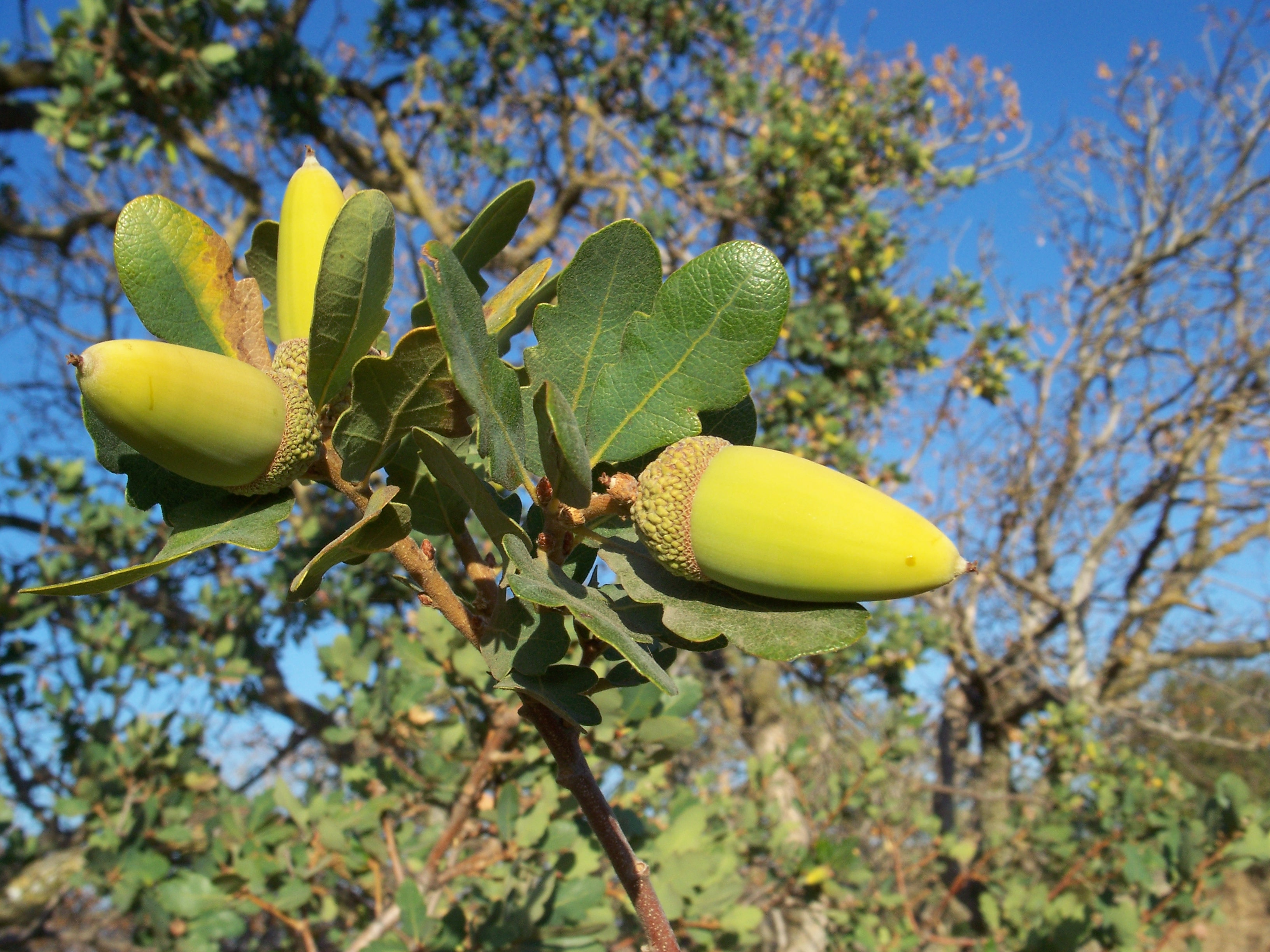
Cupula und Eicheln

### Erscheinungsbild und Rinde
Die Blau-Eiche wächst als laubabwerfender Baum mit kurzem Stamm und erreicht eine mittlere Wuchshöhe von 12 bis 18 Meter, selten bis über 25 Meter. Der Stammdurchmesser erreicht über 0,9 Meter, selten bis über 1,5 Meter und der Baum wird bis zu 400 Jahre alt. Meist ist nur ein Stamm, manchmal sind wenige bis einige Stämme vorhanden. Die schuppige bis furchige Borke ist grau-braun. Die rötliche oder gelbliche Rinde der Zweige ist mehr oder weniger dicht flaumig behaart und verkahlt gelegentlich im Alter.

### Knospen und Blätter
Die rötlich-braunen Knospen sind bei einer Länge von (2 bis) meist 3 bis 5 mm breit-eiförmig bis selten fast kugelig. Die Knospenschuppen sind meist kahl, manchmal mehr oder weniger dicht flaumig behaart und besitzen immer bewimperte Ränder.
Die wechselständig an den Zweigen angeordneten Laubblätter sind blau-grün (daher die Trivialnamen) und in Blattstiel und -spreite gegliedert. Der kurze Blattstiel weist eine Länge von 2 bis 6 mm auf. Die einfache und gelappte bis geteilte, selten ganze, steifledrige Blattspreite ist bei einer Länge von meist 4 bis 6 (2 bis 8) cm und einer Breite von meist 2 bis 3 (1,5 bis 4) cm verkehrt-eiförmig, elliptisch, länglich, seltener eiförmig, mit mehr oder weniger stumpfer bis keilförmiger Spreitenbasis und meist gerundetem bis spitzem oberen Ende. Die Blattlappen sind gerundet bis spitz und öfters (fein)stachelspitzig. Es sind sechs bis zehn Seitennerven auf jeder Seite des Mittelnerves vorhanden. Die Blätter sind beidseits „bereift“ und schwach bis leicht behaart.

### Generative Merkmale
Die Blau-Eiche ist einhäusig getrenntgeschlechtig (monözisch). Die Blütezeit liegt im späten Winter bis Frühling. Die unauffälligen Blüten sind eingeschlechtig.
Die einzeln auf einem sehr kurzen Stiel stehenden Eicheln sind nur an ihrer Basis von einem Fruchtbecher (Cupula) umhüllt. Die bei einer Höhe von 5 bis 10 mm und einem Durchmesser von 10 bis 15 mm halbkugelige bis becherförmige Cupula besitzt dünne Schuppen, die nicht oder stark und ungleichmäßig warzig sind, besonders nahe der Basis der Cupula. Die dünnwandigen Eichel (Nussfrucht) ist bei einer Länge von 2 bis 3 cm und einem Durchmesser von 1 bis 1,6 cm spindelförmig oder fast zylindrisch. Die Samen enthalten zwei freie Keimblätter (Kotyledonen).
Die Chromosomenzahl beträgt 2 n = 24.

## Verbreitung
Die Blau-Eiche ist in den USA nur in Kalifornien vor allem in den Vorbergen des Kalifornischen Längstal und im  Kalifornischen Küstengebirge heimisch. Sie gedeiht in Eichen-Waldgebieten, Ränder der Chaparral und Grasland in Höhenlagen zwischen 0 und 1200 Meter.

## Systematik
Die Erstbeschreibung von Quercus douglasii erfolgte 1840 durch William Jackson Hooker und George Arnott Walker Arnott in The Botany of Captain Beechey's Voyage, S. 391. Synonyme für Quercus douglasii Hook. & Arn. sind: Quercus douglasii var. ransomii (Kellogg) Beissner: Quercus ransomii Kellogg. Quercus douglasii gehört zur Sektion Quercus aus der Untergattung Quercus in der Gattung Quercus.